# Мишкевич, Томаш
Томаш Мишкевич (пол. Tomasz Miśkiewicz род. 9 июля 1977, Белосток) — польский муфтий Мусульманского религиозного союза.

## Биография
Родился в Белостоке в 1977 году, но вырос в Суховоле. С 1991 по 1993 год изучал арабский язык в Сирии и Судане. По национальности литовский татарин. С 1993 по 2000 год продолжил своё образование, изучая арабский язык, исламскую теологию и исламское право в Исламском университете Медины. В 2000 году был назначен имамом Мусульманского религиозного союза Белостока, а затем избран председателем Совета имамов МРУ Польши. В 2004 году стал муфтием Польши и председателем Высшего совета МРУ.
В 2006 году получил серебряный Крест Заслуги (Польша) за работу с меньшинствами и экуменическую работу. В 2011 году получил Золотой Крест за заслуги перед мусульманскими меньшинствами и за межконфессиональный диалог.